# 2029年の鉄道
2029年の鉄道（2029ねんのてつどう）とは、2029年（令和11年）に予定される鉄道関係の出来事や予定をまとめたページである。
2028年の鉄道 - 2029年の鉄道 - 2030年の鉄道

## 予定事項

### 日時未定事項
- 西日本旅客鉄道
  - （路線廃止） 城端線 高岡駅 - 城端駅間（29.9km）
  - （路線廃止） 氷見線 高岡駅 - 氷見駅間（16.5km）

## 鉄道車両

### 運転開始・運転終了・さよなら運転
- 3月
  -  小田急電鉄
    - （運転開始） 形式未定[1]

- 未定
  -  あいの風とやま鉄道
    - （運転開始） 形式未定